# Tagansko-krasnopresnenska linija
Tagansko-krasnopresnenska linija (rusko Таганско-Краснопресненская линия, IPA: [tɐˈɡanskə krəsnɐˈprʲesʲnʲɪnskəjə ˈlʲinʲɪjə], prej Ždanovsko-krasnopresnenska (Ждановско-Краснопресненская) (Linija 7; Vijolična linija) je najprometnejša linija Moskovske podzemne železnice. Zgrajena je bila v letih 1966–1975, razširjena pa je bila v letih 2013–2015. Moskvo preseka po osi severozahod-jugovzhod in ima 23 postaj.

## Zgodovina
Tagansko-krasnopresnenska linija je klasičen primer sovjetskega urbanega načrtovanja, ki ga včasih omenjajo kot sedmo stopnjo podzemne železnice. Gradnja se je začela na začetku 60. letin leta 1966 je bil odprt prvi dokončani del. Kot je značilno za moskovske radialne linije, se je začela pri krogu in je nadaljevala do novih stanovanjskih kompleksov na jugovzhodu Moskve. Prvotno se je imenovala Ždanovska linija (Ждановская линия). Gradnja novega radija je bila oblikovana, da bi maksimizirala učinkovitost s površinskim transportom. Vse postaje so zgradili na pomembnih transportnih povezavah, postaji Tekstilščiki in Vihino pa sta bili integrirani v enotni transportni kompleks z železniškimi postajami.
Prvi del linije, ki je bil prvotno zgrajen leta 1966, se začne pri trgu Taganka in sledi Volgogradskemu prospektu skozi rajone Pečatniki, Kuzminki in Tekstilščiki. Na zadnjem delu se linija loči od Volgogradskega prospekta in se raztegne proti severovzhodu na Rjazanski prospekt ter se konča pri kombiniranem medplatformnem prestopu na železniški postaji Vihino (prej Ždanovska). Novoodprta radialna linija se je imenovala Ždanovska po imenu svoje jugovzhodne končne postaje.
Linija prečka območja z visoko kompleksno geologijo zemlje, tako da so morali graditelji, da bi varčevali, uporabiti metodo "izreži in pokrij" za gradnjo predorov (grajenje predorov z velikimi betonskimi škatlami). V nekaterih primerih, konkretno na delu med postajama Volgogradski prospekt in Tekstilščiki ter na dovozu k postaji Vihino, je bil tir položen na površini namesto gradnje podzemnih predorov na nestabilni zemlji.
Podobno kot pri Kaluško-Riški liniji je bilo odločeno, da bo gradnja centralnega dela preložena in da bo zgrajen novi radialni del. Toda po odprtju nove Ždanovskaje linije konec leta 1966 je naraščajoči potniški promet med njo in bivšo Kaluško linijo povzročil preveč pritiska na kapaciteto odseka Krožne linije med Oktjabrsko postajo in Tagansko postajo, ki je povezoval dva radija. Odločeno je bilo, da bosta obe liniji podaljšani proti severu in naj bi se srečali blizu Kremlja, kar je bilo uresničeno leta 1970, ko je bila zgrajena prva medplatformna postaja Moskovske podzemne železnice, Kitaj-gorod.
Gradnja severozahodnega Krasnopresnenskega radija je potekala pod izjemno zahtevnimi pogoji. Gradnja severozahodnega radija, ki je bil oblikovan, da bi zgotovil dostop do novih stanovanjskih območij severozahodne Moskve, se je soočala s številnimi ovirami, vključno z gostimi urbanimi regijami, podzemnimi utrdbami in komunikacijskimi linijami. Linija naj bi se začela na križišču s Kolcevajo linijo, kjer je ležala Barrikadnaja postaja, in nato sledila cesti Krasnaja Presnja ter se nato obrnila proti severu vzdolž ceste 1905 goda, se spustila pod železnico in nadaljevala vzdolž Horoševskega šosseja ter prečkala še eno železniško progo in končala progo v rajonu Ščukino.
Toda od samega začetka je napredek pri gradnji ovirala potreba izkopati predor pod Belorusko železniško postajo, ki jo sestavlja 27 samostojnih tirov. Vrtanje končnega dela med postajama Poležajevska in Oktjabrskoje polje je prineslo dodatne izzive, saj je bila v zemlji visoka koncentracija prostega peska, ki je običajno uporabljen za dviganje železnic. Zaradi teh težav običajne metode za vrtanje niso bile mogoče. Namesto njih so graditelji najprej morali stabilizirati zemljo z uporabo kemičnih lepil, da bi preprečili sesutje po izsušitvi. Da bi poskrbeli za varnost je morala biti nad ščitom predora zgrajena vodoravna platforma, ki je delovala po največjim pritiskom brez začasnih okrepitev v pesku. Krasnopresnenski radij je na koncu po svojem odprtju leta 1972 pomagal razbremeniti velike transportne arterije in gost promet ter je zagotovil ključno povezavo do železniške postaje prek postaje Begovaja kakor njegov južni ustreznik.
Ker so štiri od petih postaj pod zemljo, so poskušali modernizirati obstoječi strižni dizajn. Prostornina postajnega prostora se je povečala in v podporo večji strehi je bila povečana tako velikost stebrov kot tudi razmak med njimi, s 4 m na 6,5 m. Na koncu je bilo, da bi izboljšali dizajn, število stolpcev na vrsto zmanjšano s 40 na 26. Novi dizajn je postal zelo razširjen v prestanku sistema. Ponovno se je z novimi postajami vrnila tudi arhitektura. Prvič po skoraj 20 letih je bil uporabljen marmor za okrasitev sten postaje.
Kmalu po odprtju Krasnopresnenskega radija leta 1972 se je začela gradnja zadnjih dveh delov linije – ključna osrednja povezava in severna razširitev do Tušina. Prva je bila zgrajena z dvema ravnima globokimi postajami Puškinskaja in Kuznetski most, kjer je bil eden od okraskov povečan polmer osrednjega oboka širine 9,5 m. Po odprtju leta 1975 sta ti dve postaji postali ključno prestopno vozlišče in sta povezovali Ždanovsko-krasnopresnensko linijo z Zamoskvoreckajo, Serpuhovsko-timirjazevskajo in Sokolniško linijo.
Slednji del, ki je potekal bolj zahodno skozi rajon Ščukino in se je nato obrnil proti severu proti koncu rajona Severnoje Tušino, se je soočal z velikimi težavami v času gradnje pod Moskovskim prekopom. Da bi preprečili poplavljanje so vrtanje morali izvajati pozimi in na posteljo prekopa je moral biti položen trimetrski kos ledu. Linija je bila odprta leta 1975 in se je raztegnila v severne rajone Ščukino in Tušino ter je vključevala še en prestop na železniško postajo na postaji Tušinska. Postaja Shodnenska je bil še en pionirski dizajn, saj je bil zgrajen z uporabo eno-obočne tehnologije, ki je bila sprva razvita za Harkovsko podzemno železnico; ta tehnologija je bila z nekaj spremembami pozneje široko uveljavljena za druge gradbene projekte tako v Moskovski podzemni železnici kot tudi drugje v Sovjetski zvezi. Ena postaja na tem odseku je bila puščena nedokončana zaradi odsotnosti potrebe zanjo in je ostala zapuščena več desetletij. Nedokončana postaja duhov je bila končno dokončana in odprta štirideset let pozneje, avgusta 2014 pod imenom Spartak.
Ker je linija najprometnejša v sistemu, so velike težave, ki obremenjujejo njene zmožnosti. To velja zlasti za postajo Vihino, ki je bila zgrajena premajhna za obvladovanje gneče in je tako ena najprometnejših v sistemu. Leta 2004 je velika rekonstrukcija povečala velikost platforme in je dala postaji želeno prenovitev. Ne glede na to pa to ni bilo dovolj za rešitev težave in leta 2013 je bila linija podaljšana do jugovzhodnih rajonov Moskve izven krožne ceste z odprtjem postaj Žulebina in Lermontovski prospekt. Septembra 2015 je linija z odprtjem postaje Kotelniki dosegla sosednje mesto Kotelniki, 21. septembra pa je bila odprta nova končna postaja na jugovzhodu.